# Волосова, Любовь Михайловна
 Любо́вь Миха́йловна Во́лосова (род. 16 августа 1982 года) — российская спортсменка (вольная борьба), заслуженный мастер спорта России, двукратная чемпионка Европы (2006 и 2010), многократная призёрка чемпионатов мира, бронзовая призёрка Олимпийских игр 2012 года в Лондоне в весовой категории до 63 кг.

## Биография
Любовь Волосова родилась 16 августа 1982 года в селе Таштып, Хакасская АО.
Вольной борьбой начала заниматься с 12 лет, до этого занималась дзюдо. Первым тренером у неё был Олег Сагатаев. В 1998 году Волосова вошла в состав юношеской, а затем взрослой сборной России. С 2004 года живёт и тренируется в Улан-Удэ, Бурятия.
8 августа 2012 года на Олимпийских играх в Лондоне Л. Волосова в поединке за выход в финал проиграла китаянке Цзин Жуйсюэ. В тот же день Любовь завоевала бронзовую медаль в схватке с Моникой Эвой Михалик из Польши.
После Олимпиады оставила большой спорт, живёт в Улан-Удэ, занимается бизнесом и заочно учится на юридическом факультете БГУ.На данный момент проходит службу в ОМОНе.
На чемпионате России в Санкт-Петербурге Любовь завоевала бронзовую медаль в весовой категории до 63 кг.

## Спортивные достижения
- Чемпионат России по женской борьбе 2016 года — ;
- 2012 XXX Летние Олимпийские игры в Лондоне — ;
- Чемпионат России по женской борьбе 2012 года — ;
- 2012 Гран-при Иван Ярыгин — ;
- 2011 Чемпионат мира — 17-е место
- 2011 Гран-при Иван Ярыгин — ;
- Чемпионат России по женской борьбе 2011 года — ;
- Чемпионат России по женской борьбе 2010 года — ;
- 2010 Чемпионат мира — ;
- 2009 чемпионат мира — ;
- Чемпионат России по женской борьбе 2009 года — ;
- 2008 чемпионат мира — ;
- Чемпионат России по женской борьбе 2008 года — ;
- 2008 гран-при Иван Ярыгин — ;
- Чемпионат России по женской борьбе 2007 года — ;
- 2006 чемпионат Европы — ;
- 2004 чемпионат Европы — ;
- 2001 чемпионат мира — ;

## Государственные награды
- Медаль ордена «За заслуги перед Отечеством» II степени (13 августа 2012 года) — за большой вклад в развитие физической культуры и спорта, высокие спортивные достижения на Играх XXX Олимпиады 2012 года в городе Лондоне (Великобритания)[4].
- «Почётный гражданин города Улан-Удэ» (7 сентября 2012 года)[5]
- Имя бронзового призёра Олимпиады в Лондоне Любови Волосовой отчеканено на монетах Банка России